# Мемориальная библиотека Файрстоуна
Мемориальная библиотека Файрстоуна (англ. Harvey S. Firestone Memorial Library) — главная библиотека библиотечной системы Принстонского университета. Названа именем американского предпринимателя, основателя компании по производству огнеупорных шин Гарви С. Файрстоуна.
Здание библиотеки было построено на северной оконечности университетского кампуса и открыто в 1948 году. В 1971 году и в 1988 году здание было расширено и в настоящий время содержит более 110 км книжных полок. Основное здание библиотеки небольшое снаружи, потому, что большинство книг хранятся в трёх подземных уровнях, которые выходят за пределы контура главного здания.